# 查尔斯·布拉德利
查尔斯·沃内尔·布拉德利（英語：Charles Warnell Bradley，1959年5月16日—），美国NBA联盟前职业篮球运动员。他在1981年的NBA选秀中第1轮第23顺位被波士顿凯尔特人选中。